# Dăbova, Smolean
Dăbova (în bulgară Дъбова) este un sat în comuna Rudozem, regiunea Smolean,  Bulgaria. 

## Demografie
Componența etnică a satului Dăbova
     Nicio identificare (100%)
     Altele (0%)
La recensământul din 2011, populația satului Dăbova era de 4 locuitori. . Pentru 100,0% din locuitori nu este cunoscută apartenența etnică.